# Hynčice (Vražné)
Hynčice (niem. Heinzendorf) − wieś w Czechach, w kraju morawsko-śląskim. Wieś leży w gminie Vražné, 13 km na zachód od Nowego Jiczyna. W 2001 zamieszkiwały ją 232 osoby w 58 domach.
Jest najdalej na południe wysuniętą miejscowością Śląska Opawskiego, z trzech stron otoczoną morawskimi miejscowościami: Vražné Dolne od północnego wschodu, Bělotín od południowego zachodu i Blahutovice od południa.
Według austriackiego spisu ludności z 1900 miejscowość zamieszkała była przez 448 mieszkańców, z czego wszyscy byli niemieckojęzycznymi katolikami.
Miejsce narodzin Gregora Mendla.